# Sociale verdediging
Sociale verdediging is geweldloos verzet tegen een bezetter en het actief weigeren van medewerking daaraan door de bevolking. Onder meer burgerlijke ongehoorzaamheid en geweldloosheid zou een bezettende macht uiteindelijk verhinderen gezag te kunnen uitoefenen. Dit alternatief voor militaire territoriale verdediging werd uitgewerkt onder de dreiging van massavernietigingswapens en werd geïnspireerd door onder meer socialistische actiemiddelen en de geweldloze acties van Mahatma Gandhi en Martin Luther King.